# McKaley Miller
McKaley Nicole Miller (Texas, 14 de mayo de 1996) es una actriz estadounidense, más conocida por su papel como Dana Monohan en la serie de televisión The Gates y como Rose Hattenbarger en la serie de televisión Hart of Dixie.

## Carrera
También apareció como Talia en tres episodios en la serie original de Disney Channel Wizards of Waverly Place como la novia de Max Russo.
Su primer papel de acción relevante fue en 2006 en la película Inspector Mom. También apareció en algunas películas independientes. Será la coestrella en la próxima película The Iceman, programada para estrenarse en 2013.
Además de actuar, es también una bailarina competitiva, con más de seis años de experiencia en jazz, hip hop y ballet.

## Filmografía

### Cine
| Año  | Título                       | Personaje          | Notas                    |
| ---- | ---------------------------- | ------------------ | ------------------------ |
| 2006 | Gloria                       | Gloria             | Cortometraje             |
| 2006 | Inspector Mom                | Amiga de Tara      | Película para televisión |
| 2011 | Grand Prix: The Winning Tale | Flirty Little Girl |                          |
| 2011 | Traveling                    | Kaylee             |                          |
| 2012 | General Education            | Emily Collins      |                          |
| 2013 | El hombre de hielo           | Anabel Kuklinski   |                          |
| 2014 | Wish I Was Here              | Nicole             |                          |
| 2015 | Donde crece la esperanza     | Katie Campbell     |                          |
| 2016 | The Standoff                 | Sophia Jackson     | En rodaje                |
| 2019 | Ma (película)                | Haley              |                          |

### Televisión
| Año         | Título                   | Personaje         | Notas                             |
| ----------- | ------------------------ | ----------------- | --------------------------------- |
| 2010        | The Gates                | Dana Monohan      | Papel recurrente (8 episodios)    |
| 2011        | Wizards of Waverly Place | Thalia            | Papel recurrente (3 episodios)    |
| 2011 - 2015 | Hart of Dixie            | Rose Hattenbarger | Papel recurrente (21 episodios)   |
| 2013        | Awkward                  | Bailey            | Papel recurrente (3 episodios)    |
| 2014        | Partners                 | Lizzie Braddock   | Papel principal (10 episodios)    |
| 2015        | Bones                    | Cayla Seligman    | Episodio: "The Lost in the Found" |
| 2015        | K.C. Undercover          | Eliza Montgomery  | Episodio: "First Friend"          |
| 2015        | Scream Queens            | Sophia Doyle      | Papel recurrente (3 episodios)    |